# سوريا الأولى
سوريا الأولى (باللاتينيّة: Syria Prima؛ باليونانيّة: Πρώτη Συρία) هي إحدى مقاطعات الأبرشيّة المشرقيّة التابعة للإمبراطوريّة البيزنطيّة ابتداءً من عام 415 تقريبًا، بعد أن انقسمت مقاطعة سوريا الجوفاء إلى مقاطعتين: سوريا الأولى وسوريا الثانية (الصحيحة)، واستمرت حتى القرن السابع.

## التاريخ
كانت أنطاكيا عاصمةً لهذه المقاطعة. ولقد امتدت أراضيها في الجزء الشمالي الغربي لسوريا الحاليّة. انفصلت عنها مقاطعة ثيودورياس في عام 528. قام الساسانيون بالاستيلاء عليها لفترة وجيزة، إلاّ أن البيزنطيين استعادوها في عام 628 لفترة وجيزة أيضًا بسبب الفتح الإسلامي للشام في ثلاثينيّات القرن السابع، بعد معركة اليرموك وسقوط أنطاكيا.
أصبحت أراضي هذه المقاطعة بعد ذلك جزءًا من جندين تابعين للخلافة الراشدة: جند قنسرين، جند العواصم (الثُغُر الشاميّة).